# Амала и Камала
Амала (бенг. আমলা; умерла 21 сентября 1921) и Камала (бенг. কমলা; умерла 14 ноября 1929) — два одичавших ребёнка из Бенгалии (современный город Колката, Индия), воспитанные стаей волков. История считается частично сфабрикованной в связи с отсутствием подтверждённых доказательств и свидетельств.
История, по своей сути, основывается лишь на свидетельствах миссионера, опубликовавшего информацию о девочках. Современные учёные предполагают, что найденные девочки были вероятнее всего аутистками. В своей книге «Загадка детей-волков» (L’Enigme des enfants-loup, 2007) французский хирург Серж Ароль, досконально изучив случай Амалы и Камалы, пришёл к выводу, что их «история» была фальсификацией.

## Появление
В 1926 г. преподобный Джозеф Амрито Лал Сингх, управляющий местным приютом, опубликовал в газете Calcutta Statesman заметку с утверждением, что ему передал на воспитание двух девочек неизвестный человек, живший в джунглях близ деревни Годамури в округе Миднапур к западу от г. Калькутта, и что девочки, когда тот впервые их обнаружил, жили в чём-то вроде клетки близ дома. Позднее Лал Сингх утверждал, что якобы он сам достал девочек из волчьего логова 9 октября 1920 г. Он дал девочкам имена и записал свои наблюдения о них в так называемом «дневнике» (фактически это были разрозненные страницы, многие без дат), который он, по его утверждениям, вёл на протяжении почти 10 лет. Если считать его утверждения достоверными, то это одна из наиболее документированных попыток наблюдения и социальной реабилитации одичавших детей. Запись дневника от 17 октября 1920 г. гласит: «…мать-волчица, чей характер был столь злобный, а привязанность столь возвышена. Я был потрясён. Я просто восхищался при мысли о том, что животное имеет столь благородное чувство, превосходящее человеческое … посвятить всю свою любовь и привязанность любящей идеальной матери этим необычным существам». Камале в то время было около 8 лет, а Амале около 18 месяцев.

## Поведение и лечение
Сингх утверждает в своём дневнике, будто в приюте обе девочки проявили поведение, похожее на волчье, якобы типичное для лесных детей. Они якобы не позволяли себя одевать, царапали и кусали людей, которые пытались их накормить, отвергали варёную пищу и ходили на 4 конечностях. У обеих девочек развились толстые мозоли на ладонях и подошвах из-за такого хождения. Девочки вели в основном ночной образ жизни, испытывали отвращение к солнечному свету и хорошо могли видеть в темноте. Они также имели развитое обоняние и слух.
Девочки якобы любили вкус сырого мяса и обычно питались из миски, стоявшей на земле. Казалось, что они нечувствительны к холоду и жаре. Они якобы не проявляли человеческих эмоций, если не считать страха. По ночам они выли как волки. Говорить они так и не научились.
Сингх уверяет, будто неоднократно пытался научить их человеческому поведению, но безуспешно. Амала умерла в 1921 от инфекции почек, и Камала горевала при виде её смерти. После этого Камала стала проявлять больше расположенности к людям. Постепенно она привыкла к человеческому обществу. Через несколько лет она научилась прямохождению, хотя не чувствовала себя в нём уверенно, а также выучила несколько человеческих слов. Она умерла в 1929 г. от болезни почек.

## Спорные факты
История девочек известна в различных версиях, но все они так или иначе восходят к записям Сингха, а другие доказательства реальности этой истории отсутствуют. Специалисты считают, что девочки, если они существовали, могли быть аутистами с врождёнными дефектами. Возможно, история, рассказанная Сингхом, опирается на индийские народные верования, объясняющие «нерациональное» поведение детей влиянием на них животных.
Французский исследователь Серж Ароль утверждает, что многие «документы» Сингха и выполненные им фотографии датируются примерно на десятилетие позже, чем то время, когда девочки якобы были найдены.
В поддержку Сингха выступил профессор Роберт М. Зингг, который поверил ему на слово, финансировал его приют и выпустил с ним совместную книгу. За это Зингг подвергся критике академического сообщества и в 1942 г. утратил должность в Денверском университете, после чего более не преподавал.